# روز کودک فلسطینی
روز ۵ آوریل هر سال به نام روز جهانی کودک فلسطینی (عربی: يوم الطفل الفلسطيني؛ عبری: יום הילד הפלסטיני) انتخاب شده است.

## پیشینه
تعیین روز جهانی کودک فلسطینی زمانی صورت گرفت که رئیس‌جمهور یاسر عرفات، تعهد خود را به کنوانسیون حقوق کودک اعلام کرد و بدین ترتیب یاسر عرفات ۵ آوریل را به عنوان روز کودک فلسطینی معرفی کرد. لازم به ذکر است که تصویب رسمی دولت فلسطین در کنوانسیون بین‌المللی حقوق کودک در ۲ آوریل ۲۰۱۴ انجام شد.

## وضعیت قانونی کودکان در فلسطین
در دولت فلسطین قوانین عمومی‌ای وجود دارد که به کودک فلسطینی مربوط می‌شود، مانند قانون کودک فلسطینی شماره (۷) سال ۲۰۰۴ میلادی و قانون شماره (۴) سال ۲۰۱۶ میلادی در خصوص حفاظت از نوجوانان. این قوانین، قوانین مربوط به کودک را کدگذاری و محدود می‌کنند به منظور حفاظت از او.

## کودکان در درگیری اسرائیلی-فلسطینی
کودکان در درگیری اسرائیلی-فلسطینی به تأثیر درگیری اسرائیلی-فلسطینی بر نوجوانان در سرزمین‌های فلسطینی اشاره دارد. فیلیپ ای. ورمن در یک مطالعه علمی دریافت که واکنش ارتش اسرائیل (IDF) علیه کودکان فلسطینی آن‌قدر قوی بود که «عملاً فرصت‌های آموزش مؤثر در زمینه حفاظت از کودک را از بین می‌برد.» به طوری که بسیاری از کودکان در اردوگاه‌های پناهندگان بزرگ می‌شوند و داوود کُتّاب شرایط آن‌ها را به این صورت توصیف کرده است:
کودکان متولد شده در اردوگاه‌های پناهندگان فلسطینی که تحت اشغال اسرائیل هستند، در حالی که مقررات منع آمد و شد بر اردوگاه تحمیل شده، شیر مادرانشان را می‌نوشند؛ آن‌ها در نیمه‌های شب به صدای گلوله‌های لاستیکی و شایعات حمله احتمالی مهاجران بیدار می‌شوند. وقتی بزرگ می‌شوند، به سرعت درس سیاسی اشغال را یاد می‌گیرند. سربازان، باتوم‌ها، گاز اشک‌آور، گلوله‌های لاستیکی، دستگیری‌ها، شکنجه، مقررات منع آمد و شد، بستن ورودی‌های اردوگاه، بازداشت اداری و دستگیری‌های شهری همگی از جمله واژه‌های برجسته در فرهنگ لغت روزمره اردوگاه‌های پناهندگان هستند.

### خشونت علیه کودکان
هر سال، حدود ۷۰۰ کودک فلسطینی در سنین ۱۲ تا ۱۷ سال، که اکثریت آن‌ها پسر هستند، توسط ارتش اسرائیل، پلیس اسرائیل و نیروهای عربی بازداشت، مورد بازجویی و حبس قرار می‌گیرند.